# Аплтон (Минесота)
Аплтон (енгл. Appleton) град је у америчкој савезној држави Минесота.

## Демографија
По попису из 2010. године број становника је 1.412, што је 1.459 (-50,8%) становника мање него 2000. године.
| Група             | 2000.         | 2010.         |
| Белци             | 1.920 (66,9%) | 1.296 (91,8%) |
| Афроамериканци    | 308 (10,7%)   | 19 (1,3%)     |
| Азијати           | 144 (5,0%)    | 7 (0,5%)      |
| Хиспаноамериканци | 139 (4,8%)    | 60 (4,2%)     |
| Укупно            | 2.871         | 1.412         |